# Шомрон (региональный совет)
Шомрон (ивр. מועצה אזורית שומרון‎) — региональный совет в Израиле. Входит в Округ Иудея и Самария.

## География
Площадь 2800 км2. Региональный совет разделён на географические зоны, условия в которых разнятся.

## Население
По статистическим данным Центрального статистического бюро Израиля население регионального совета на 2024 год составляет 45 520 человек.

## Туризм
Туристов привлекают винные бутики, органические фермы, исторические и библейские места.

### Город-побратим
Хемпстед (штат Нью-Йорк, США) и Шомрон стали городами-побратимами. Этот акт стал частью противодействия антиизраильской кампании BDS.

## Список поселений
Крупнейшим поселением является Шаарей-Тиква (более 5500 жителей).
Также в региональный совет входят: Авней-Хефец, Алей-Захав, Баркан, Браха, Брухин, Итамар, Ицхар, Кирьят-Нетафим, Кфар-Тапуах, Маале-Шомрон, Мево-Дотан, Мигдалим, Нофим, Пдуэль, Ревава, Рейхан, Рехелим, Сальит, Хермеш, Хинанит, Цофин, Шавей-Шомрон, Шакед, Элон-Море, Энав, Эц-Эфраим, Якир.

### Разрушенные поселения
В 2005 году в рамках плана одностороннего размежевания были разрушены 4 поселения на севере регионального совета: Ганим, Хомеш, Кадим, Са-Нур.